# Heterandrium flavum
Heterandrium flavum är en stekelart som först beskrevs av Howard 1897.  Heterandrium flavum ingår i släktet Heterandrium och familjen fikonsteklar. Inga underarter finns listade i Catalogue of Life.